# بوهمشت
بوهمشت (به آلمانی: Bohmstedt) یک شهر در آلمان است که در نوردفرایسلند واقع شده‌است. بوهمشت ۷۵۹ نفر جمعیت دارد.